# C/2014 Q2 (Lovejoy)
C/2014 Q2 (Lovejoy) es un cometa de período largo, descubierto el 17 de agosto de 2014 por Terry Lovejoy, usando un telescopio de 0,2 metros Schmidt-Casegrain. Fue descubierto con una magnitud aparente de 15 en la constelación de Puppis. Es el quinto cometa descubierto por Terry Lovejoy.
Para diciembre de 2014 el cometa llegó a una magnitud de 7,4 por lo que fue posible visualizarlo con telescopios pequeños y binoculares. A mediados de diciembre el cometa empezó a ser visible a simple vista por observadores experimentados con buena visión y en zonas con poca contaminación lumínica. Los días 28 y 29 de diciembre el cometa pasó a 1.3 grados del cúmulo globular M79. En enero de 2015 va a llegar a una magnitud 4 o 5 y será un cometa brillante, ubicado en lo alto del cielo oscuro al oeste de Orión y Tauro. El cometa llegará a su perihelio (máxima aproximación al Sol) el 30 de enero de 2015 a una distancia de 1,29 UA del Sol. Antes de entrar en la región planetaria el cometa tenía un período orbital de unos 11.500 años. Después de salir de la región planetaria, tendrá un período orbital de unos 8.000 años.
En este cometa fueron detectadas 21 moléculas, incluyendo la primera detección del alcohol etílico (o etanol),  y un azúcar el glicolaldehído.